# Verbove, Polohî
Verbove (în ucraineană Вербове) este o comună în raionul Polohî, regiunea Zaporijjea, Ucraina, formată numai din satul de reședință.

## Demografie
Componența lingvistică a comunei Verbove
     Ucraineană (96,47%)
     Rusă (3,53%)
Conform recensământului din 2001, majoritatea populației comunei Verbove era vorbitoare de ucraineană (96,47%), existând în minoritate și vorbitori de rusă (3,53%).